# Tołmacz
Tołmacz lub Tłumacz (ukr. Товмач) – wieś na Ukrainie w rejonie lwowskim (wcześniej w rejonie kamioneckim) obwodu lwowskiego.

## Historia
Dawniej grupa domów wsi Batiatycze w powiecie żółkiewskim.